# Jakob Mader
Jakob Mader (* 26. März 2002 in Scheibbs) ist ein österreichischer Filmschauspieler.

## Kurzbiografie
Jakob Mader wurde zwar in Niederösterreich geboren, wuchs jedoch in Innsbruck in Tirol heran. Hier war er von 2012 bis 2020 Schüler am Bundesgymnasium und Bundesrealgymnasium Sillgasse. Von Jänner bis Juni 2018 war er als Schüler an einer französischsprachigen Schule im kanadischen Laval tätig. Seit Herbst 2020 studiert er Wirtschafts- und Sozialwissenschaften an der Wirtschaftsuniversität Wien.
Erste schauspielerische Erfahrungen sammelte Mader bereits 2014, als Hirtenjunge im Filmdrama Vals und 2021 in der Spiel-Dokumentation Die Fugger im Silberreich. Im Jahr 2022 bekam er seine erste Hauptrolle in der Literaturverfilmung Märzengrund von Adrian Goiginger.

## Filmografie
- 2014: Vals
- 2022: Märzengrund
- 2024: Elfi